# Mallochphora orphnephiloides
Mallochphora orphnephiloides är en tvåvingeart som först beskrevs av Malloch 1912.  Mallochphora orphnephiloides ingår i släktet Mallochphora och familjen puckelflugor. Inga underarter finns listade i Catalogue of Life.